# Stenomacrus
Stenomacrus är ett släkte av steklar som beskrevs av Förster 1869. Stenomacrus ingår i familjen brokparasitsteklar.

## Dottertaxa tillStenomacrus, i alfabetisk ordning[1][2]
- Stenomacrus affinitor
- Stenomacrus americanus
- Stenomacrus anceps
- Stenomacrus atratus
- Stenomacrus binotatus
- Stenomacrus bispinus
- Stenomacrus brevicubitus
- Stenomacrus brevipennis
- Stenomacrus californicus
- Stenomacrus carbonariae
- Stenomacrus caudatus
- Stenomacrus celer
- Stenomacrus cephalotes
- Stenomacrus cognatus
- Stenomacrus columbianus
- Stenomacrus cubiceps
- Stenomacrus curvicaudatus
- Stenomacrus curvulus
- Stenomacrus deletus
- Stenomacrus dendrolimi
- Stenomacrus difficilis
- Stenomacrus dubiosus
- Stenomacrus exserens
- Stenomacrus exsertor
- Stenomacrus flaviceps
- Stenomacrus groenlandicus
- Stenomacrus hastatus
- Stenomacrus hilaris
- Stenomacrus holmgreni
- Stenomacrus incisus
- Stenomacrus inferior
- Stenomacrus innotatus
- Stenomacrus kincaidi
- Stenomacrus laminatus
- Stenomacrus lapponicus
- Stenomacrus laricis
- Stenomacrus laticollis
- Stenomacrus longipes
- Stenomacrus mellipes
- Stenomacrus merula
- Stenomacrus micropennis
- Stenomacrus minutissimus
- Stenomacrus minutor
- Stenomacrus molestus
- Stenomacrus monticola
- Stenomacrus nemoralis
- Stenomacrus obliquus
- Stenomacrus ochripes
- Stenomacrus pallipes
- Stenomacrus palustris
- Stenomacrus pedestris
- Stenomacrus pexatus
- Stenomacrus premitus
- Stenomacrus pusillator
- Stenomacrus pusillus
- Stenomacrus pygmaeus
- Stenomacrus rivosus
- Stenomacrus silvaticus
- Stenomacrus solidatus
- Stenomacrus solitarius
- Stenomacrus superus
- Stenomacrus terebrator
- Stenomacrus terrestris
- Stenomacrus tuberculatus
- Stenomacrus ulmicola
- Stenomacrus undulatus
- Stenomacrus ungula
- Stenomacrus vafer
- Stenomacrus validicornis
- Stenomacrus varfer
- Stenomacrus variabilis
- Stenomacrus varius
- Stenomacrus vitripennis
- Stenomacrus zaykovi